# Parco nazionale Amacayacu
Il parco nazionale Amacayacu (Parque Nacional Natural Amacayacu) si trova 60 chilometri a nord di Leticia, nel Dipartimento di Amazonas, nel sud della Colombia. Istituito nel 1975 per preservare l'eccezionale biodiversità di questa parte dell'Amazzonia, si estende su 2935 km² all'interno del cosiddetto Trapecio amazónico, tra i confini con Perù e Brasile, e si affaccia direttamente sul fiume omonimo. Il nome Amacayacu deriva dal quechua e significa «fiume delle amache».
Il parco comprende diverse vie d'acqua: la sua frontiera nord-occidentale è delimitata dal Río Cotuhe, quella orientale dall'alto corso del Río Pureté e quella sud-occidentale dal Río Amacayacu. L'area è pressoché incontaminata e ospita un centro visitatori. Qui vivono comunità indigene come i Ticuna, con le quali si sperimentano forme di tutela integrata dell'ecosistema.
Secondo l'ente colombiano dei parchi nazionali, nel territorio di Amacayacu si trovano circa 150 specie di mammiferi, 500 specie di uccelli e un'ampia varietà di pesci d'acqua dolce. Tra i primati presenti si annovera anche una delle specie più piccole, lo uistitì pigmeo (Cebuella), mentre tra i rettili spicca almeno una specie di tartaruga d'acqua dolce.